# Описаний многокутник

Описана трапеція

Описаний многокутник, відомий також як тангенціальний многокутник — це опуклий многокутник, що містить вписане коло. Це таке коло, відносно якого кожна сторона описаного многокутника є дотичною. Двоїстий многокутник описаного многокутника — це многокутник, який має описане коло, що проходить через усі його вершини.
Всі трикутники є описаними для якогось кола, як і всі правильні многокутники з довільним числом сторін. Добре вивчена група описаних многокутників — описані чотирикутники, куди входять ромби і дельтоїди.

## Описи
Опуклий многокутник має вписане коло тоді й лише тоді, коли всі його внутрішні бісектриси кутів конкурентні (перетинаються в одній точці) і ця спільна точка перетину є центром уписаного кола.
Існує описаний многокутник з n послідовними сторонами {\displaystyle a_{1},\dots ,a_{n}} тоді і тільки тоді, коли система рівнянь
{\displaystyle x_{1}+x_{2}=a_{1},\quad x_{2}+x_{3}=a_{2},\quad \ldots ,\quad x_{n}+x_{1}=a_{n}}
має розв'язок {\displaystyle (x_{1},\dots ,x_{n})} у додатних дійсних числах. Якщо такий розв'язок існує, то {\displaystyle x_{1},\dots ,x_{n}} є дотичними довжинами многокутника (довжинами від вершини до точки дотику на стороні).

## Єдиність і неєдиність
Якщо число сторін n непарне, то для будь-якого заданого набору довжин сторін {\displaystyle a_{1},\dots ,a_{n}}, що задовольняють критерію, наведеному вище, існує тільки один описаний многокутник. Але якщо n парне, їх існує нескінченне число. Наприклад, у разі чотирикутника, коли всі сторони рівні, ми будемо мати ромб з будь-якою величиною гострого кута і всі ці ромби будуть описані навколо якого-небудь кола.

## Радіус вписаного кола
Якщо довжини сторін описаного многокутника дорівнюють {\displaystyle a_{1},\dots ,a_{n}}, то радіус вписаного кола дорівнює
{\displaystyle r={\frac {K}{s}}={\frac {2K}{\sum _{i=1}^{n}a_{i}}}}
де K — площа многокутника, а s — його півпериметр. (Оскільки всі трикутники мають уписане коло, ця формула застосовна до всіх трикутників.)

## Інші властивості
- Для описаного многокутника з непарним числом сторін усі сторони рівні тоді й лише тоді, коли кути рівні (правильний многокутник). Описаний многокутник з парним числом сторін має всі сторони рівними тоді й лише тоді, коли кути почергово рівні.
- В описаному многокутнику з парним числом сторін сума довжин непарних сторін дорівнює сумі довжин парних сторін[2].
- Описаний многокутник має більшу площу, ніж будь-який інший многокутник з тим самим периметром і такими самими внутрішніми кутами в тій самій послідовності[5][6].
- Барицентр будь-якого описаного многокутника, барицентр його точок межі і центр уписаного кола колінеарні і барицентр многокутника міститься між двома іншими зазначеними центрами і вдвічі далі від центра вписаного кола, ніж від барицентра межі[7].

## Описаний трикутник
Всі трикутники мають деяке вписане коло. Трикутник називають тангенціальним трикутником розглянутого трикутника, якщо всі точки дотику тангенціального трикутника кола є вершинами розглянутого трикутника.

## Описаний шестикутник

Конкурентні головні діагоналі

- В описаному шестикутнику ABCDEF, згідно з теоремою Бріаншона, головні діагоналі AD, BE і CF конкурентні.